# Distrito de Ak-Suu
El distrito de Ak-Suu (en kirguís: Ак-суу району) es uno de los rayones (distrito) de la provincia de Ysyk-Kol en Kirguistán. Tiene como capital la ciudad de Karakol.
- Datos: Q755002
- Multimedia: Ak-Suu District / Q755002